# Johann Christoph Friedrich Bach

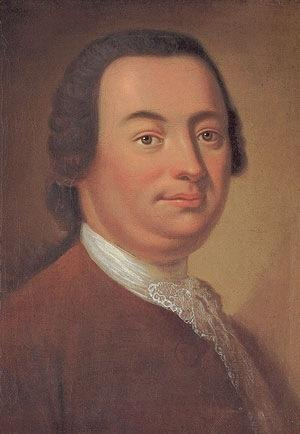
Johann Christoph Friedrich Bach

Johann Christoph Friedrich Bach, född 21 juni 1732 i Leipzig, död 26 januari 1795 i Bückeburg, var en tysk kompositör och musiker.
Han var son till Johann Sebastian Bach i dennes andra äktenskap och fick liksom sina bröder en förstklassig utbildning av sin far. Från 1750 var han anställd vid greven Wilhelm av Schaumburg-Lippes hov - med tiden som konsertmästare. Han var far till Wilhelm Friedrich Ernst Bach. Han var en ytterst skicklig pianist och en produktiv kompositör av såväl vokal som instrumental musik, bl.a. operor, oratorier och symfonier.
Liksom sin bror Carl Philipp Emanuel Bach har hans kompositioner ingen likhet med faderns polytonala barock och stilmässigt kan han sägas ligga mellan CPE Bachs känslomässiga och Johann Christian Bachs galanta rokoko. Dock skrev han i sin ungdom några verk i barockstil. Vid grevens hov stod den italienska stilen högt, och detta gav avtryck i Johann Christophs stil. I senare verk märks även påverkan av Haydn och Mozart. 
Han var den av Bachs söner som levde längst, och den enda som fick en son. Det är anmärkningsvärt att Johann Sebastian Bach, som hade en stor familj bara hade en sonson.
Vare sig samtiden eller eftervärlden har i allmänhet sett hans kompositioner som likvärdiga sina mer berömda bröders, dock håller särskilt hans symfonier hög klass.
En stor del av dokumenten rörande hans gärning förstördes under bombningen av Berlin under andra världskriget.

## Verk i urval
- 39 pianosonater
- 6 fugor för piano
- 10 flöjtsonater
- 6 violinsonater
- 4 cellosonater
- 7 pianotrios
- 6 stråkkvartetter
- 6 flöjtkvartetter
- 28 symfonier
- 14 pianokonserter
- 8 oratorier